# خودپیوندی

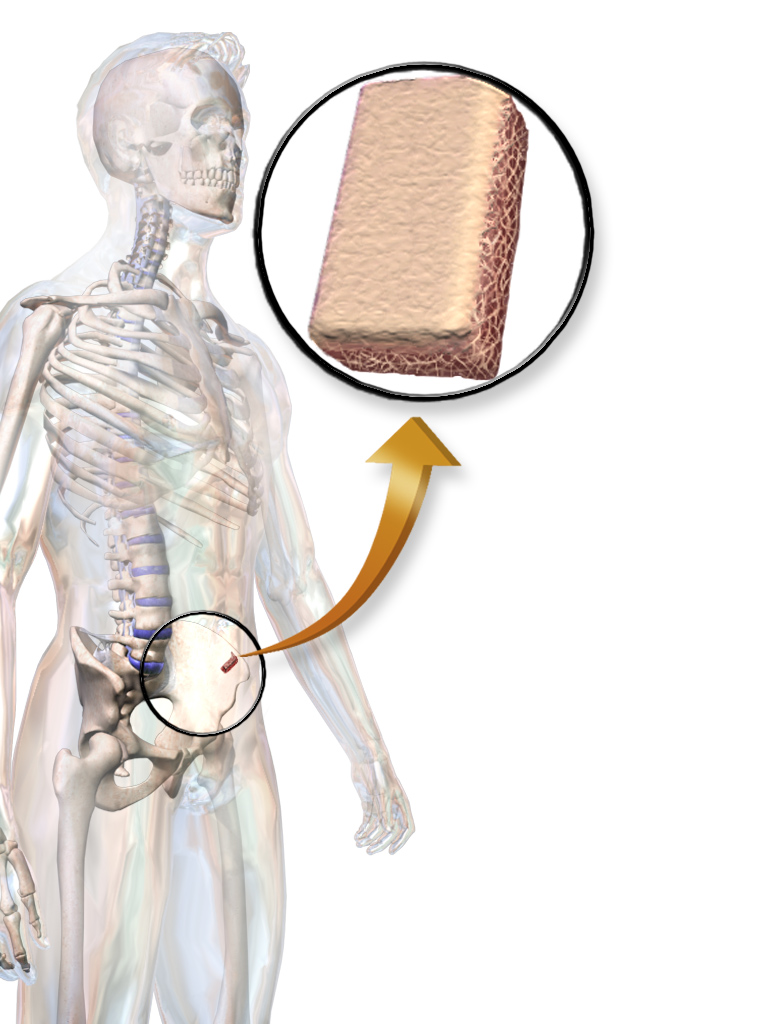
تصویری که خودپیوند استخوان را به تصویر می‌کشد

خودپیوندی (به انگلیسی: Autotransplantation)، پیوند اعضا، بافت‌ها یا حتی پروتئین‌های خاص از یک بخش از بدن به بخش دیگر در همان شخص است ( auto در یونانی به معنای «خود»).
بافت خودپیوند (autologous tissue) (همچنین به نام بافت خودژن یا اتوژن) پیوندشده توسط چنین روشی، خودپیوند (autograft,autotransplant) نامیده می‌شود.